# Georges William Thornley
Georges William Thornley (n. 2 mai 1857, Thiais, Seine, Franța – d. 31 august 1935, Pontoise, Seine-et-Oise, Franța) a fost un pictor și gravor francez.

## Viața
Elev al pictorului peisagist francez Eugène Cicéri⁠(d) și al lui Edmond Yon, Thornley a devenit un artist de succes, cunoscut pentru peisajele sale marine din Normandia și peisajele de pe rivierele franceză și italiană. A fost fiul unui imigrant galez, Morgan Thornley.
A fost, de asemenea un acuarelist, gravor și litograf talentat. Litografiile sale după lucrările lui Corot, Pissarro, Degas și Puvis de Chavannes au fost apreciate de colegii săi și premiate la Salonul de la Paris⁠(d).
Picturile sale au fost expuse începând cu anul 1878. A câștigat Mențiunea de Onoare în 1881 și o medalie de clasa a treia în 1888. Thornley a îmbrățișat mișcarea impresionistă la începutul carierei sale, ceea ce i-a adus mult succes.
Stilul său este caracterizat de o tușă îndrăzneață și de un „impasto” gros. Recreează „impresia unei panorame”, surprinzând momentul trecător în lumina și culoarea sa interioară. Acest peisaj deschis este un exemplu în ceea ce a excelat artistul: efecte de culoare reușite, care sunt foarte decorative, dar care rămân fidele naturii.